# Destra Garcia
Destra Garcia, född 1981 i Laventille i Trinidad och Tobago, är en soca-sångerska och låtskrivare. Hon har dels satsat på en solokarriär, men även varit sångerska i Roy Cape All Stars från 1999 frontfigur och sångerska i bandet Atlantik. Hennes musik har beskrivits som en fusion mellan amerikansk punk och soca (calypsopop), som även har inslag av den indiska pop som är populära bland de många ättlingar till immigranter från Indien som lever i Trinidad och grannländer som Venezuela.
Destra Garcia är känd för sina energifulla framträdanden och sitt alldeles egna mode. År 1999 spelade hon in sin första singel – "Ah Have A Man Already" – vilken hade viss framgång i Trinidad och Tobago och grannländer i Små Antillerna. Hennes första album hette Red White & Black (2003),  men det var med låten "Bonnie and Clyde" på andra CD:n Laventille pre-release (2004) som hon fick sin första stora hit i Karibien. De musikgenrer hon med tiden kom att röra sig mellan är Soca, RnB, Gospel, Alternativ Rock och Euro-Clubmix.

## Diskografi
- Red White & Black (2003)
- Laventille pre-release (2004)
- Laventille (2005)
- Independent Lady (2006)
- Soca or Die (2008)
- Hott (2009)
- Welcome Back (2011)